# ザーパドナヤ・リッツァ川

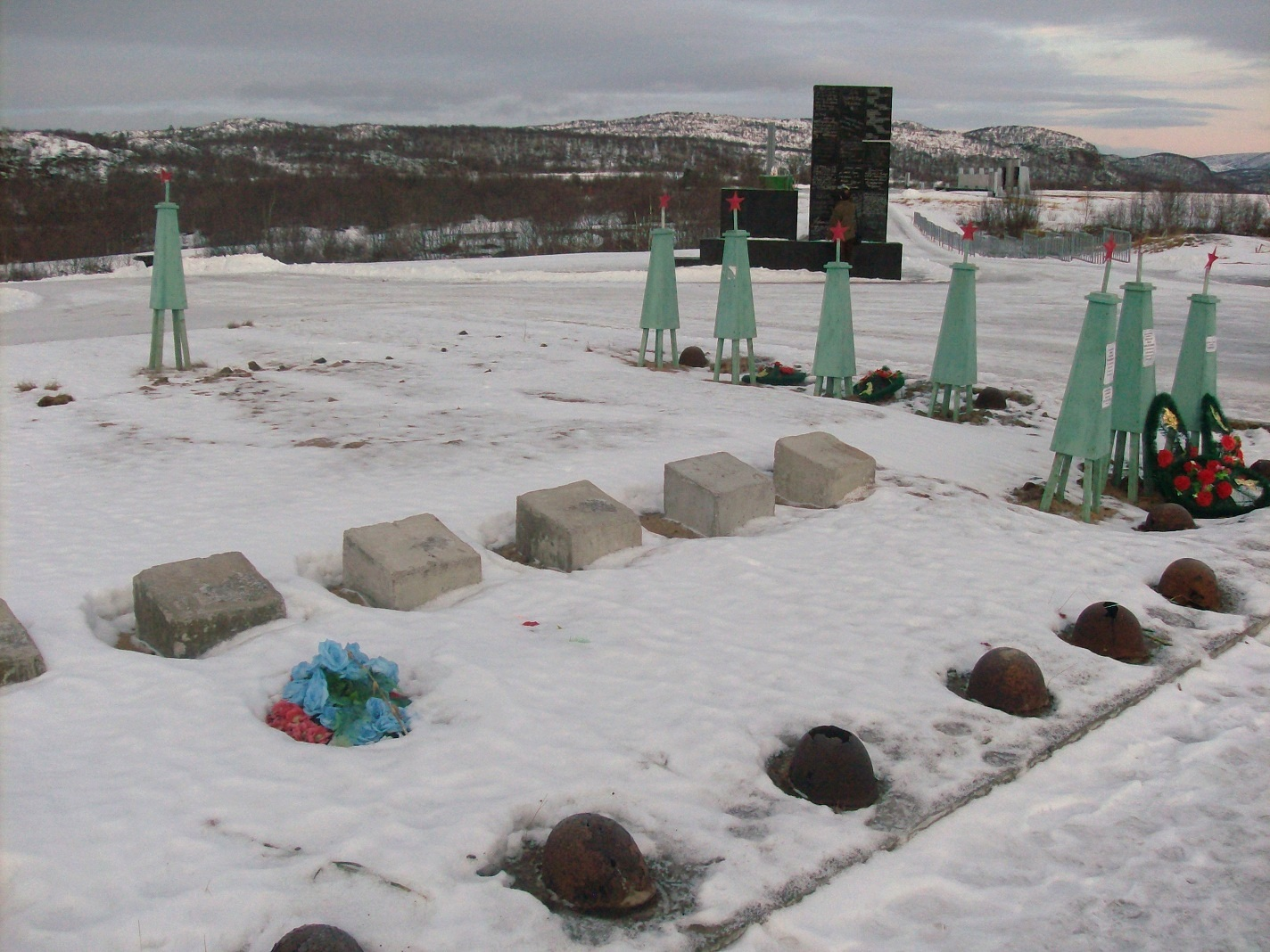
リッツァ川の防衛兵の記念碑

ザーパドナヤ・リッツァ川（ロシア語:Западная Лица）は、ロシアのムルマンスク州コラ半島北部を流れバレンツ海に注ぐ川。

## 歴史
1941年から1944年にかけて、ザーパドナヤ・リッツァ川の西岸でムルマンスクを侵攻しようとしたドイツとフィンランドの間で戦線が形成され、東ではソ連が都市を防衛した。ムルマンスクは欧州に残された唯一のソ連の港であり、ムルマンスクとアルハンゲリスクへの北のルートは軍事物資の約25%をソ連に供給していたため、この国境は双方にとって極めて重要であった。4年間続いたこう着状態の間に、川の両岸のツンドラ地域で数千人が死亡し、ザーパドナヤ・リッツァ川は当時ソ連からデスバレーと呼ばれていた。第二次世界大戦の戦闘跡（塹壕、トーチカ、防衛拠点など）は、いくつかの専門代理店による旅行で訪れることができる。

## 防衛軍記念碑の画像

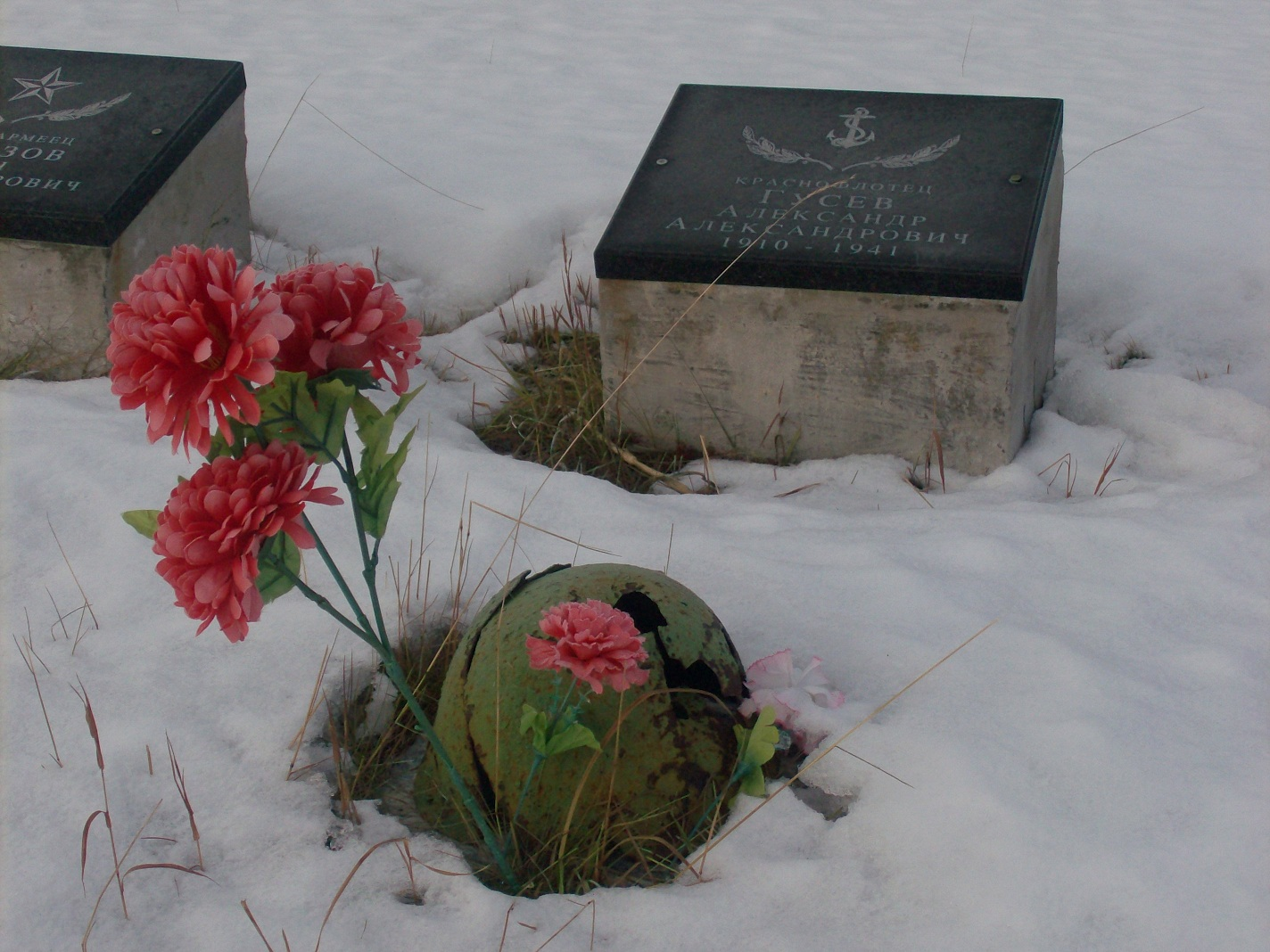
ヘルメットと花が供えられた墓
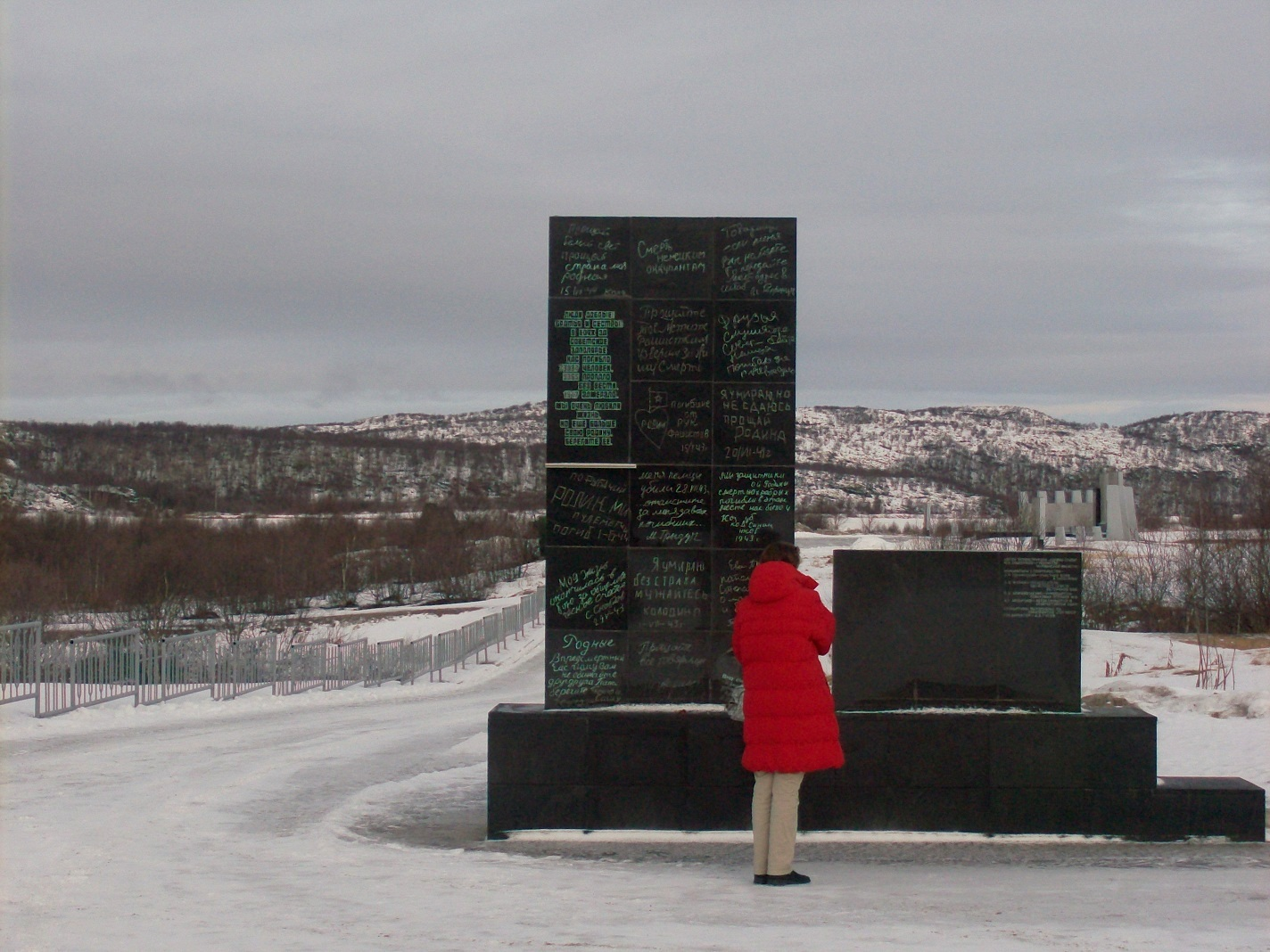
記念碑 No. 1
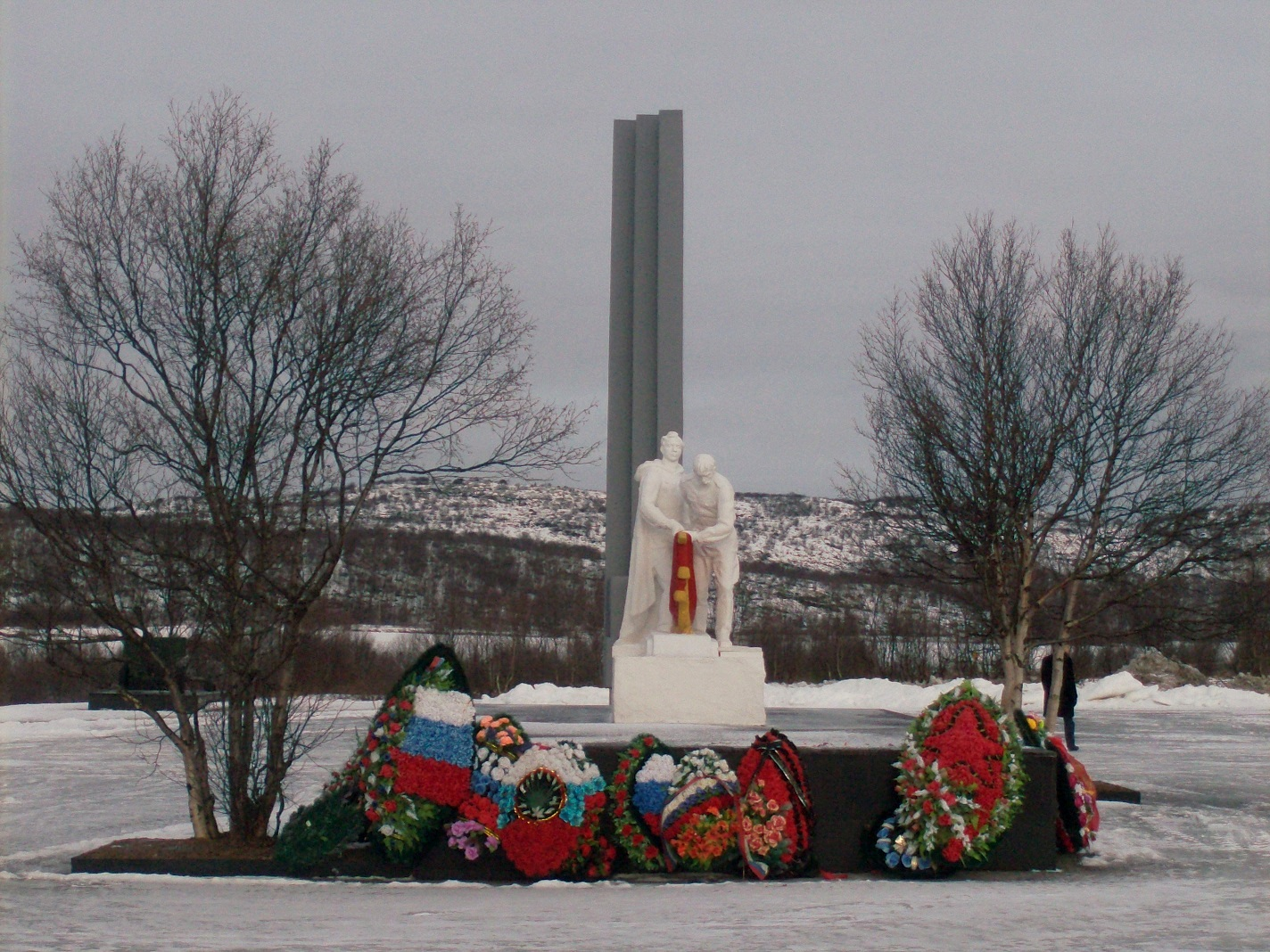
記念碑 No. 2
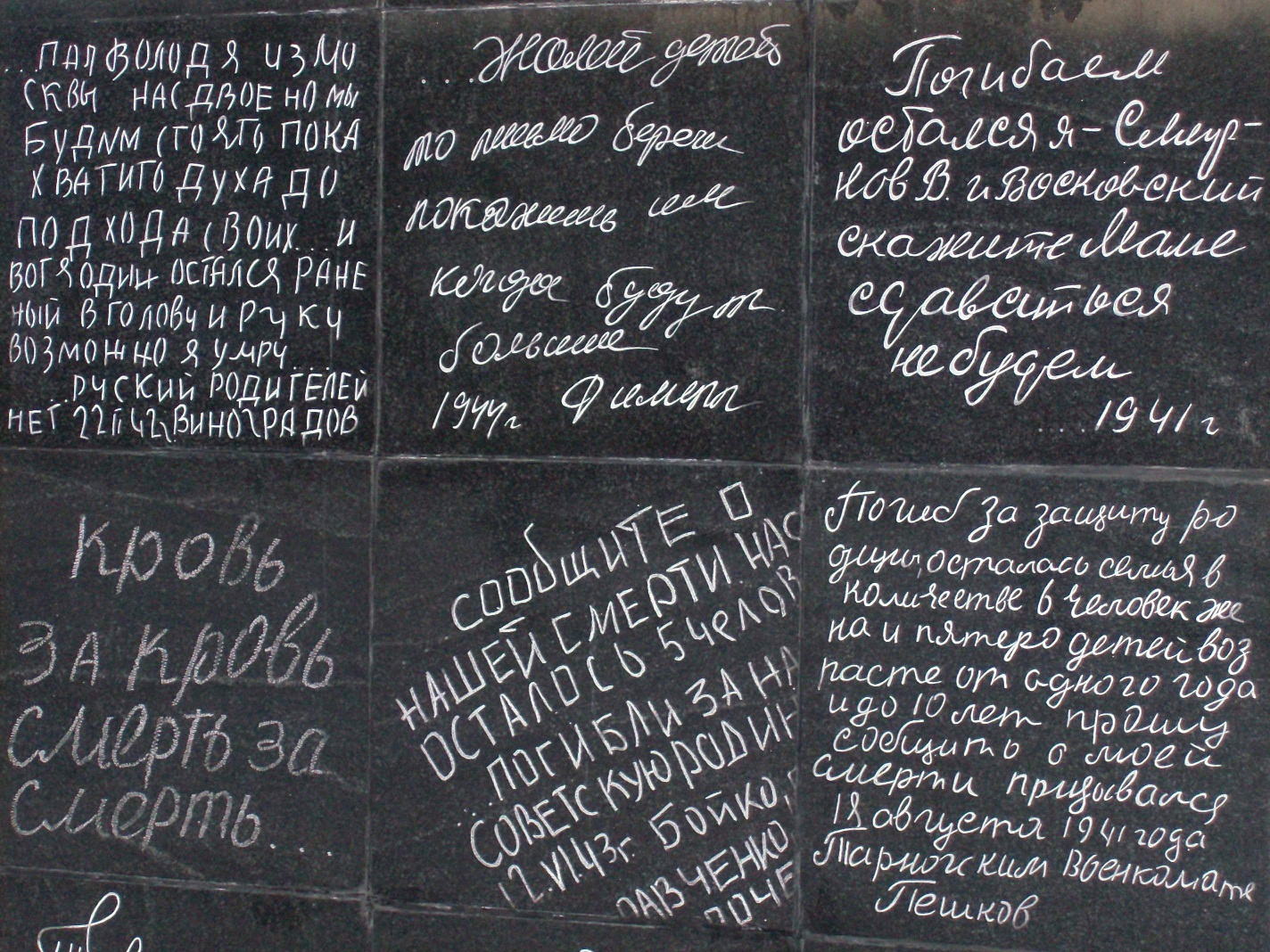
戦没者のメッセージ
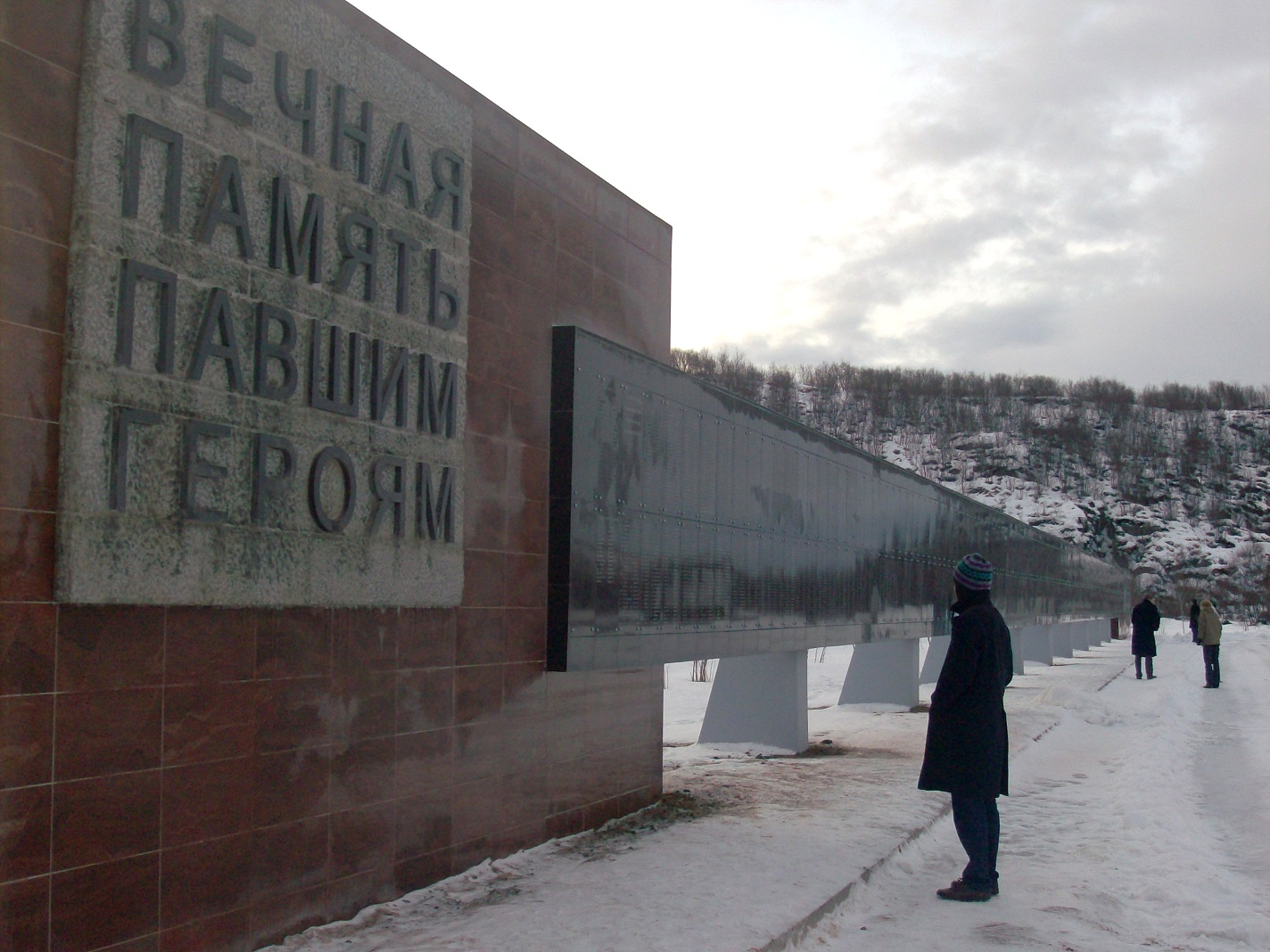
戦没者名簿

## References
1. ↑  http://www.feldgrau.com/econo.html Of all the lend-lease aid, approximately 50% was delivered via the Pacific, 25% via Persia and 25% via the northern route to Archangel and Murmansk.
2. ↑  “Archived copy”. 2011年7月20日時点のオリジナルよりアーカイブ。2010年9月6日閲覧。
3. ↑  “Archived copy”. 2010年11月7日時点のオリジナルよりアーカイブ。2010年9月6日閲覧。